# Augsburg
Augsburg és una gran ciutat i districte urbà de l'estat alemany de Baviera, capital de la Regió Administrativa de Suàbia, situada a la confluència dels rius Wertach i Lech.

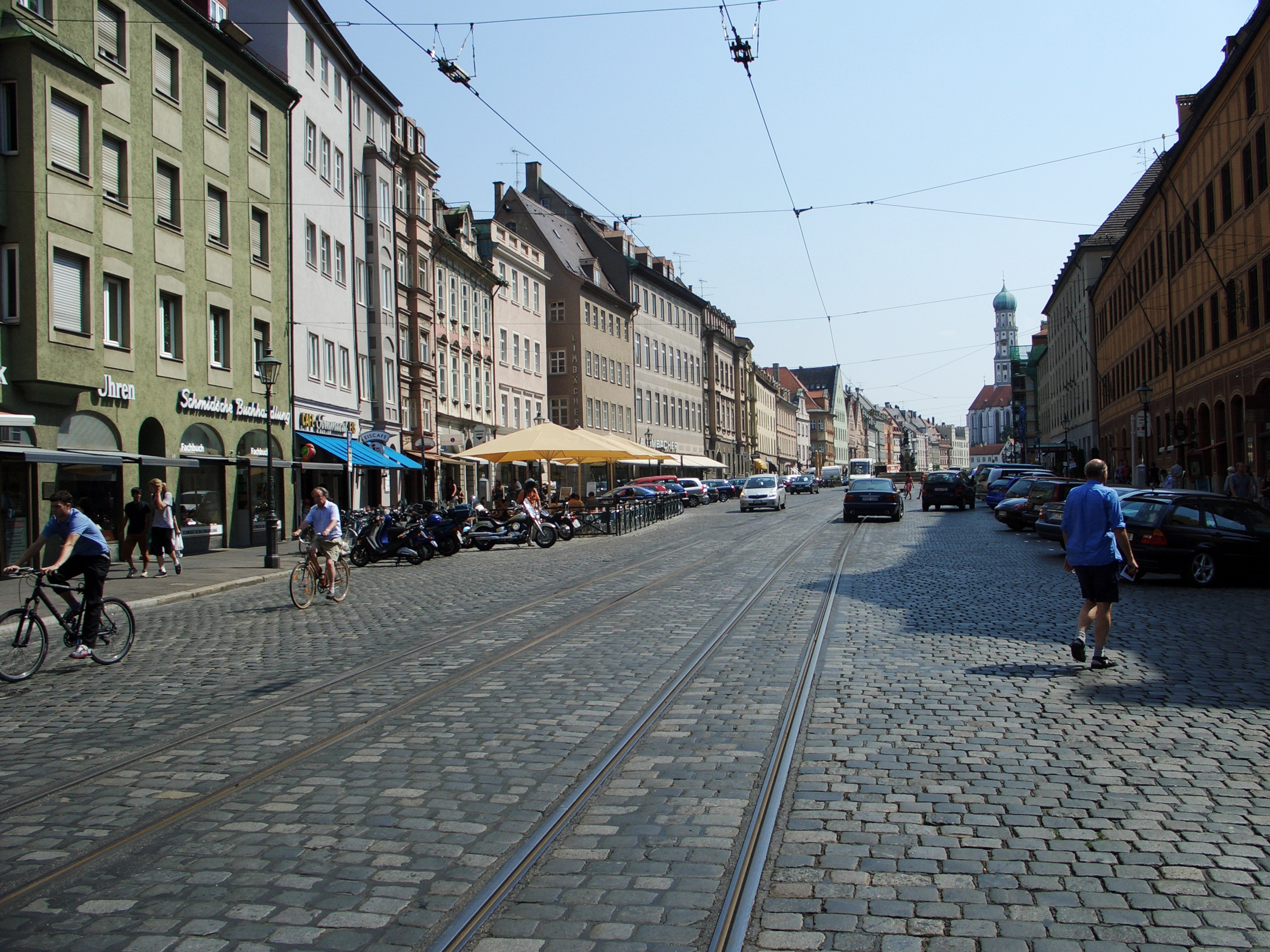
La Maximilianstrasse

Fou una de les primeres colònies romanes a Germània conjuntament amb Colonia Agrippina i Augusta Ràurica. Durant la dominació romana, la ciutat es coneixia com a Augusta Vindelicorum, i després de la derrota a la batalla del bosc de Teutoburg l'any 9, la Legió XIII Gemina hi va ser destacada per prevenir nous atacs de les tribus germàniques.
A Augsburg, es va fer la dieta on Martí Luter es va reunir amb l'Emperador Carles i el cardenal enviat pel papa. Va fugir escortat pels soldats del príncep elector de Saxònia fins a la seua fortalesa. Va agafar el nom de cavaller Jordi, amb el qual va escriure alguns llibres fins que va tornar a aparèixer públicament.

## Personatges il·lustres
- Johann Christoph von Zabuesnig, escriptor.
- Hans Holbein el Jove, pintor i gravador.
- Adam Gumpeltzheimer, compositor del Renaixement morí en aquesta ciutat.
- Hans von Euler-Chelpin (1873-1964), bioquímic, Premi Nobel de Química l'any 1929.
- Sixt Dietrich (ca. 1494-1548) compositor musical
- Jakob Scheiffelhut (1647-1709), compositor.